# Packard Pacific
El Packard Pacific es un automóvil fabricado por Packard Motor Car Company de Detroit (Míchigan) para el año modelo de 1954. Reemplazó al Mayfair y se vendió exclusivamente como un hardtop de dos puertas.

## Historia
A principios de la década de 1950, Packard usó un esquema de nomenclatura numérica que designaba los modelos menos costosos de Packard como Packard 200 y 200 Deluxe, mientras que los techos rígidos de dos puertas y los convertibles se designaron como Packard 250 y su sedán de gama media como Packard 300. Para los modelos de los años 1951 a 1953, el techo rígido 250 se denominó Mayfair; solo para el modelo del año 1954, el techo rígido recibió el nombre de Pacífic.
El Mayfair, la primera oferta hardtop de Packard, se creó para el año modelo de 1951 con el fin de competir con los Cadillac, Buick e Imperial de Chrysler, cuyas ventas de techo rígido estaban en auge. El Mayfair recibió su nombre del exclusivo distrito Mayfair de Londres. Al renombrarlo como Pacific, Packard asoció el modelo con su oferta de automóvil de lujo personal, el Caribbean. Tanto el Mayfair como el Pacific compartían los mismos motores de ocho cilindros en línea (327 pulgadas cúbicas (5,4 L) para el Mayfair y 359 pulgadas cúbicas (5,9 L) para el Pacific) con los Packard de primera línea o "sénior", pero estaban montados con la distancia entre ejes de 122 plg (3099 mm) de los modelos menos costosos o "júnior". El Pacific venía equipado de serie con la transmisión automática Ultramatic de Packard.
El Pacific y el Mayfair se distinguieron por los altos niveles de acabado interior: por ejemplo, disponían de tapicería de cuero y los techos interiores de los automóviles estaban adornados con tiras cromadas destinadas a sugerir la capota de un convertible. Los coches también recibieron esquemas de colores exteriores innovadores, y a la mayoría se les dio trabajos de pintura de dos tonos (por ejemplo: "Clavel" (blanco) y "Amatista" (lavanda)), que se consideraban de moda en ese momento.
Se fabricaron 1.189 unidades hardtop del Pacific antes de que concluyera la producción para el año modelo de 1954. A partir de 1955, Packard cambió el nombre de su modelo de techo rígido senior a Four Hundred.